# Ladislav Kubíček
Ladislav Kubíček (3. ledna 1926, Rachov, Československo, dnešní Ukrajina – 11. září 2004, Třebenice) byl český katolický kněz a lékař, známá postava české katolické církve 20. století. V předlistopadové době byl šikanován komunistickým režimem a státním dozorem nad církvemi (tzv. církevními tajemníky). Byl sídelním kanovníkem litoměřické katedrální kapituly a prezidentem litoměřické diecézní charity. Stal se obětí brutální loupežné vraždy.

## Životopis
Narodil se v Rachově na Zakarpatské Ukrajině (tehdy Podkarpatské Rusi v Československu) a ještě v den narození byl pokřtěn místním farářem. Vystudoval medicínu (v roce 1950 promoval na Lékařské fakultě Masarykovy univerzity) a od 50. let působil jako lékař na různých místech na Moravě (např. Jihlava, pohraniční obec Vratěnín nebo Nové Město na Moravě). Roku 1959 byl však „pro nepřátelský poměr k lidově demokratickému zřízení“ propuštěn a poslán do Karviné, aby zde pracoval v dolech. Zanedlouho byl za náboženskou činnost uvězněn. Po propuštění začal pracovat jako brusič umělého kamene. Externě studoval teologii a 7. února 1967 byl tajně vysvěcen biskupem Štěpánem Trochtou na katolického kněze, ovšem byl mimo duchovní správu.
Do duchovní správy nastoupil od 1. srpna 1969, kdy dostal státní souhlas k výkonu kněžské služby a byl ustanoven kaplanem v Nymburce a současně administrátorem farnosti Veleliby u Nymburka. Od 1. srpna 1970 byl jmenován administrátorem v Benešově nad Ploučnicí a excurrendo administrátorem v Horních Habarticích, Jedlce, Malé Bukovině a Markvarticích. V těchto farnostech ale mohl působit jen dva roky. V letech 1972–1975 byl farářem ve Sloupu v Čechách na Českolipsku. Pak byl církevním tajemníkem přemístěn jako vikarista ke katedrále sv. Štěpána do Litoměřic, odkud se po roce přestěhoval do Třebenic, kde působil jedenáct měsíců. Po Třebenicích byl ustanoven farářem ve Vysokém nad Jizerou, v horské oblasti, kde pracoval za obtížných podmínek deset let. Působil též při chrámu sv. Václava v Pasekách nad Jizerou, kde pořádal pravidelné mše v církevní svátky i ve státem uznaný volný den - pondělí velikonoční (Andělské pondělí) - hojně navštěvované věřícími, poutníky i turisty.
V letech 1987–1993 byl duchovním správcem ve Frýdlantě, pak v letech 1993–1999 v Bohušovicích nad Ohří, odkud přešel jako farář opět do Třebenic. Dne 6. listopadu 2000 byl litoměřickým biskupem Josefem Kouklem jmenován sídelním kanovníkem litoměřické kapituly s kanonikátem ceinoviánským.
Jako bývalý lékař-porodník se zasazoval o zrušení povinnosti pro nové gynekology, kteří v rámci atestace museli provést 20 interrupcí, čehož se povedlo docílit.

### Smrt
V noci z 10. na 11. září 2004 Ladislav Kubíček na třebenické faře přistihl dva mladé zloděje (ve věku 15 a 26 let). Slíbil jim, že krádež nenahlásí policii, když odejdou, dal jim peníze a otevřel trezor. Mladíci, které dobře znal (již předtím jej navštěvovali a mladší u něj dokonce nějaký čas ministroval) a dával jim i peníze, jej ale přesto napadli a brutálním způsobem zavraždili.
Odnesli si 40 tisíc Kč, 620 euro a obnos v dolarech určený jako dar pro opravu čížkovického chrámu Páně. Přestože měli přislíbenou beztrestnost za tento čin, nepochopitelně udeřili již zraněného pátera znovu do hlavy, bodali jej nožem, naházeli na ležícího noviny a hadry, polili jej připravenou hořlavinou a zapálili.
V březnu 2005 soud konstatoval, že vražda byla provedena zvláště zavrženíhodným způsobem, s nebývalou mírou brutality a bezcitnosti. Doktor Kubíček podle lékařů umíral v krutých bolestech. Starší muž tak dostal trest 17 let odnětí svobody, mladší 8,5 roku.
Mladší vrah (Lukáš B.) se po svém propuštění z vězení v roce 2014 dopisem obrátil na čtenáře Katolického týdeníku a požádal je o odpouštění viny hrůzného činu. Jak v dopise uvedl, svého činu lituje a žádá odpuštění.

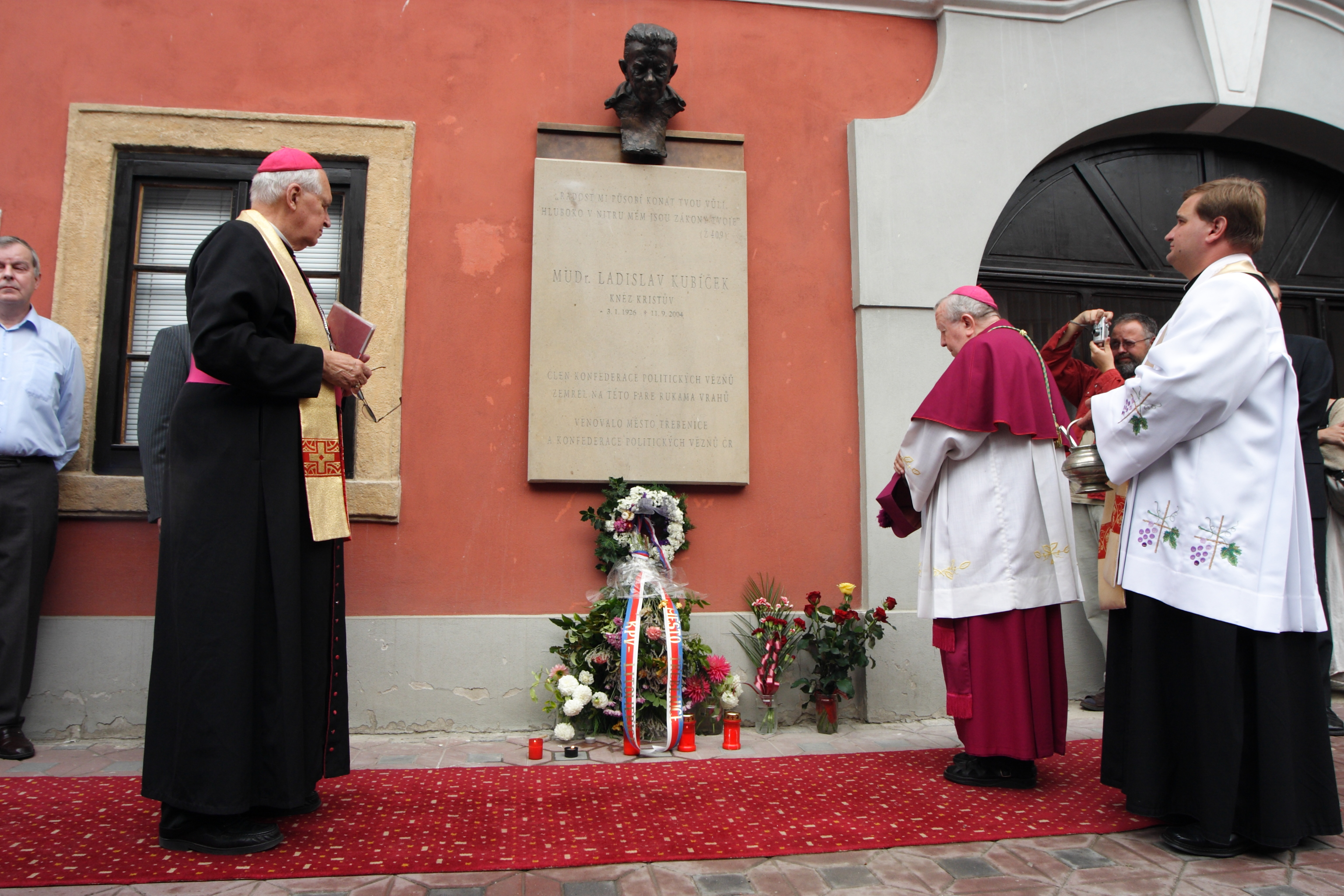
Odhalení pamětní desky Ladislavu Kubíčkovi v den 1. výročí jeho úmrtí 11. 9. 2005. Vlevo biskup Josef Koukl, vpravo arcibiskup Karel Otčenášek.

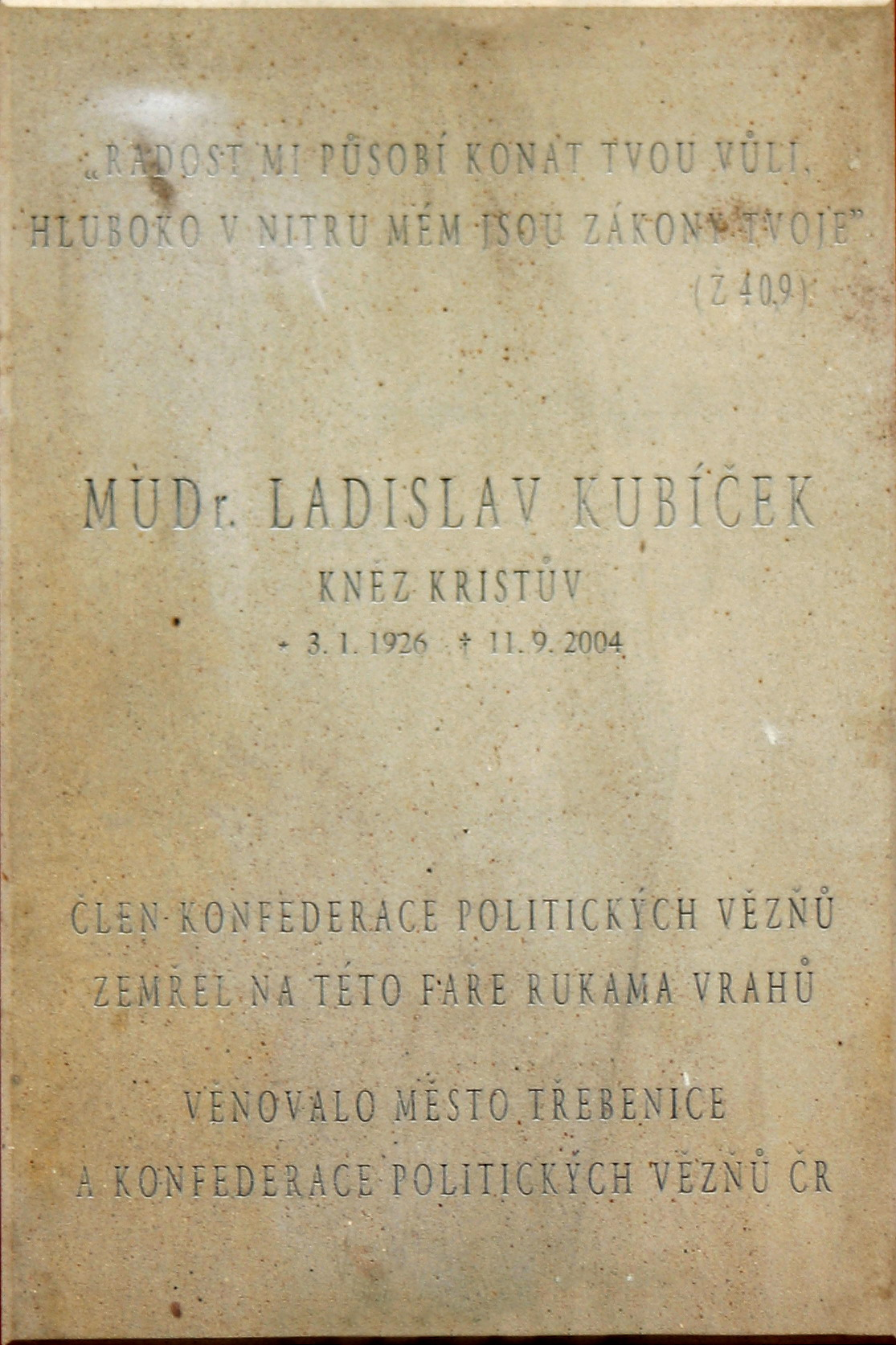
Pamětní deska. Autorem je akad. sochař Libor Pisklák

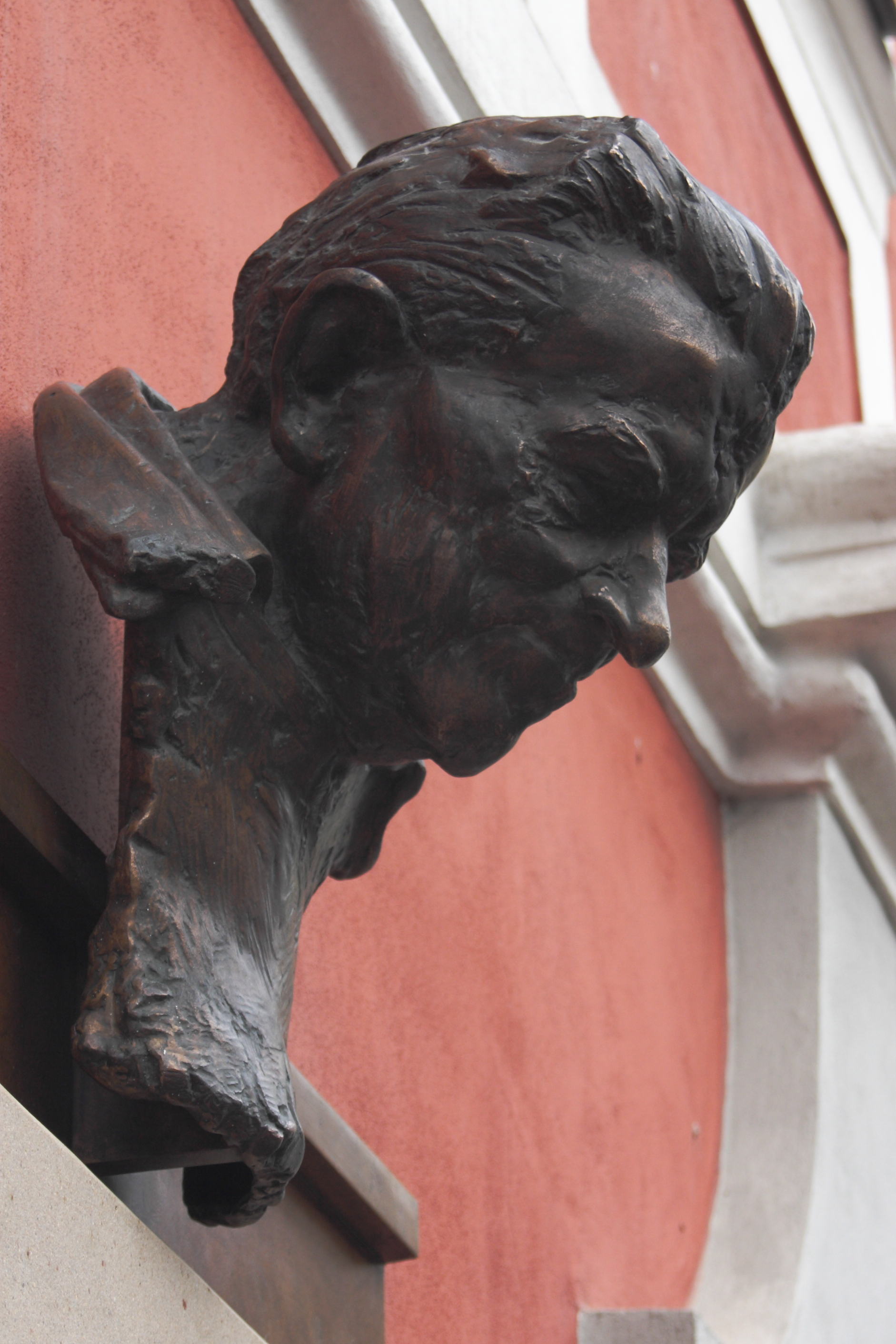
Busta z pamětní desky na zdi fary v Třebenicích

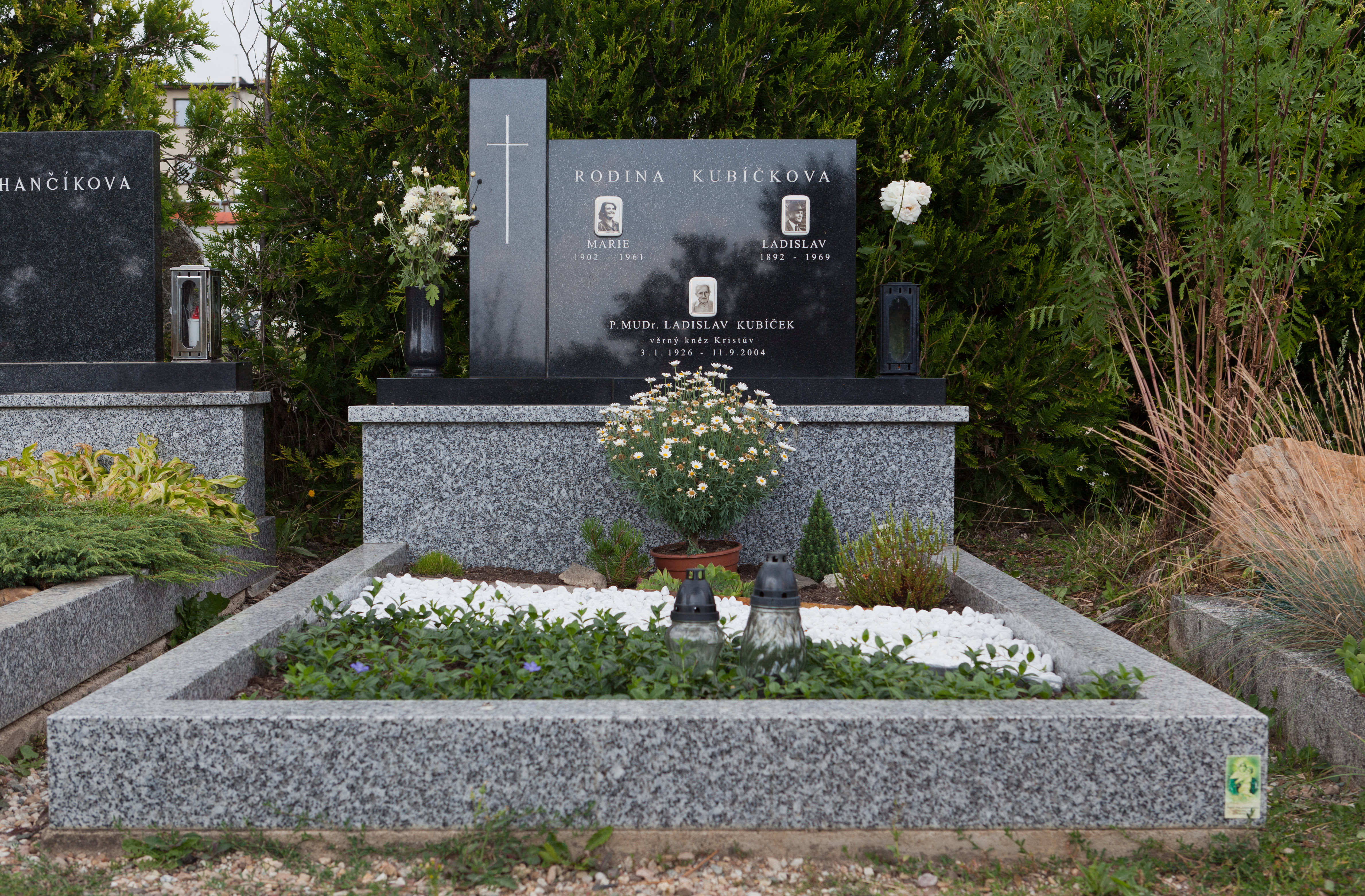
Hrob P. MUDr. Ladislava Kubíčka v Kunštátě

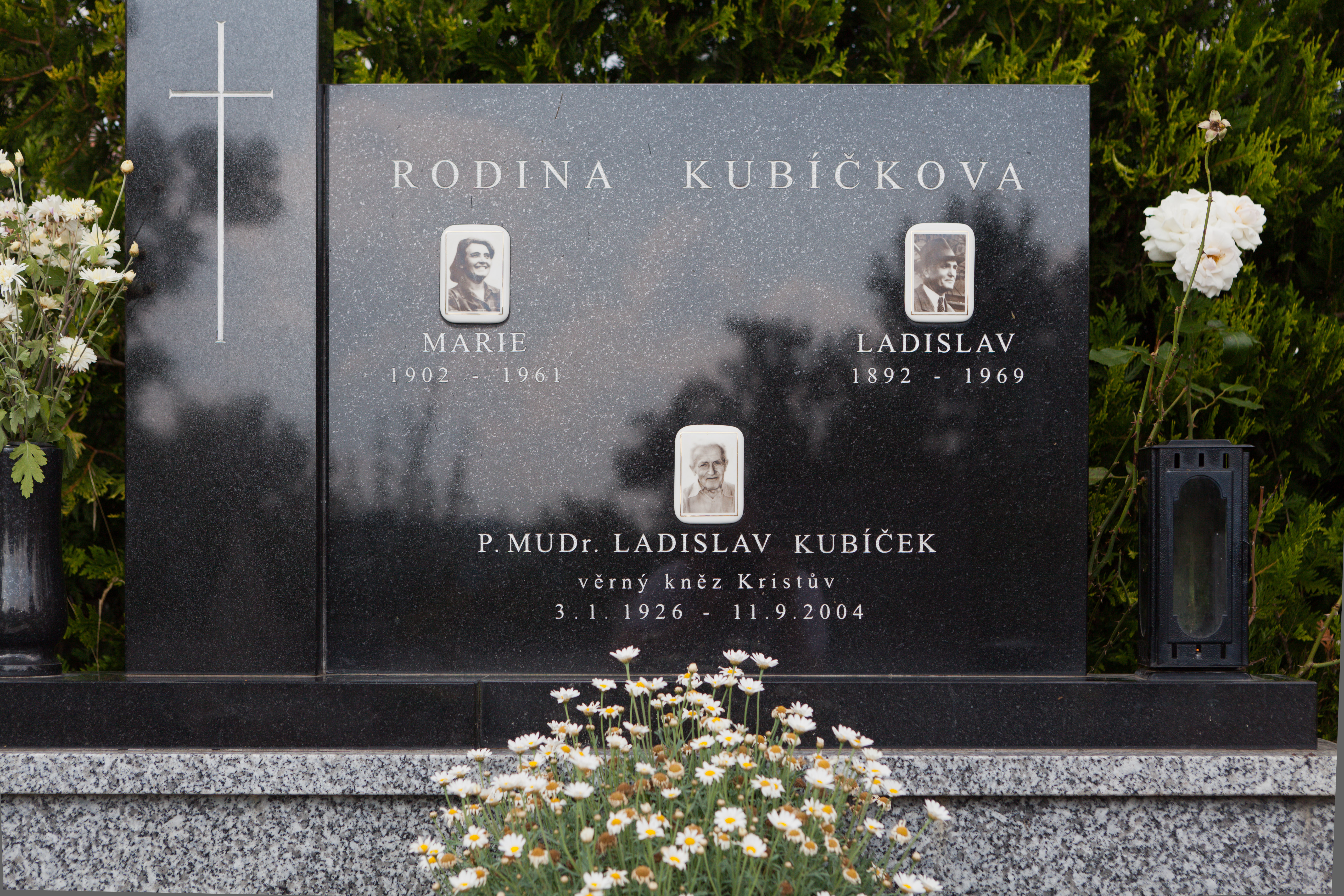
Detail hrobu P. MUDr. Ladislava Kubíčka v Kunštátě

## Možné blahořečení
Ladislav Kubíček byl vyhledávaným zpovědníkem a duchovním vůdcem mnoha lidí. Ve svých působištích byl znám tím, že dokázal přitáhnout lidi a také prací na opravách kostelů, které prováděl „amatérsky“ s brigádníky.
Litoměřický biskup Pavel Posád označil Kubíčka za mučedníka. Podle faráře Církve československé husitské Ivo Šimůnka byl Kubíček svatý člověk už za života.
V roce 2011 začalo sbírání dokumentů, na jejichž základě by mohl být Ladislav Kubíček blahořečen.

## Citát
| „                  | Co se času týče, buďme rádi, že ho nemáme víc. Budeme mít co dělat vyúčtovat ten, co máme! Žádné výmluvy. Bůh nám ho dal přesně tolik, kolik k danému úkolu potřebujeme. | “ |
| — Ladislav Kubíček | |   |

## Osobní životopis
sepsaný Ladislavem Kubíčkem při příležitosti jmenování sídelním kanovníkem Svatoštěpánské kapituly v Litoměřicích (čteno při slavnostním jmenování 6. listopadu 2000 v katedrále sv. Štěpána v Litoměřicích):
„Narodil jsem se 3. 1. 1926 v Rachově na Podkarpatské Rusi, tenkrát v Československu, postupně v Maďarsku, pak v Sovětském svazu a nyní na Ukrajině. Pokřtěn jsem byl v Rachově – tenkrát v Košické diecézi – vodou Tisy doma, protože pro velkou zimu si netroufali mě odnést do kostela. Výuka náboženství ve škole byla jednoduchá: farář byl Maďar a nerozuměl česky a já nerozuměl maďarsky. Rodiče mě naučili se modlit, ale do kostela nechodili. Gymnázium jsem studoval v Brně, kde jsem se stal ministrantem u sv. Tomáše jako náš děkan P. Bezděk, pod vedením nynějšího profesora v Prešově, Novotného.
Maturoval jsem v roce 1945 – po ročním přerušení v důsledku německé okupace – a začal studovat medicínu. V roce 1948 jsem začal studovat zároveň teologii v Brně. V tomtéž roce jsem byl vyloučen ze studia medicíny a pracoval jsem jako pomocná síla v nemocnici v Moravské Třebové a zároveň jsem vedl Katolickou akci mezi studenty. Na příkaz ministerstva jsem po roce pokračoval ve studiu medicíny a promoval v roce 1950. Působil jsem pak jako lékař na různých místech jihlavského kraje.
Mezitím jsem prodělal základní vojenskou službu, kterou jsem nastoupil ve Škole pro důstojníky v záloze, ale při prověrce jsem byl přeřazen k elitním útvarům PTP, kde jsem také získal zkušenosti v práci na šachtě na Kladensku. Vojnu jsem ukončil na svátek sv. Kateřiny v hodnosti vojína. V roce 1959 byl se mnou rozvázán pracovní poměr ve státním zdravotnictví pro nepřátelský poměr k lidově demokratickému zřízení a nastoupil jsem na brigádu na šachtu v Karviné, kde jsem absolvoval havířský kurz. Tam jsem byl také zatčen – údajně jsem byl vedoucím dvou protistátních skupin, které se scházely jen k modlitbě a náboženské činnosti. Byl jsem odsouzen pro podvracení republiky. Po propuštění na amnestii jsem pokračoval v práci na šachtě a po úmrtí maminky jsem přešel do Kamenoprůmyslu v Letovicích, kde jsem v Závodní škole práce získal kvalifikaci lisovače a brusiče umělého kamene.
Mezitím jsem byl tajně vysvěcen na kněze biskupem Trochtou v Praze a v roce 1969 jsem byl ustanoven do duchovní služby, kterou jsem vykonával na různých místech diecéze.
Jelikož jsem byl krajským církevním tajemníkem Dlabalem označen za nejsocialističtějšího kněze, mám radost, že mohu být připočten ke slavné svatoštěpánské kapitule právě v předvečer Velké říjnové.
Vidím v tom i důkaz vítězství pravdy nad pavědeckou lží, vítězství Boží vůle nad pýchou mocipánů, kteří mně v kriminále prorokovali, že do kostela přestanu chodit."